# Red Medicine
Albums de Fugazi
In on the Kill Taker End Hits
Red Medicine est le quatrième album studio du groupe de punk rock américain Fugazi, sorti en 1995. Sur cet album, Fugazi commença à évoluer vers des tendances plus expérimentales dans sa musique, tels que le noise  ("By You") où le dub ("Version").

## Liste des titres
1. Do You Like Me – 3:16
2. Bed for the Scraping – 2:50
3. Latest Disgrace – 3:34
4. Birthday Pony – 3:08
5. Forensic Scene – 3:05
6. Combination Lock – 3:06
7. Fell, Destroyed – 3:46
8. By You – 5:11
9. Version – 3:20
10. Target – 3:32
11. Back to Base – 1:45
12. Downed City – 2:53
13. Long Distance Runner – 4:17

## Membres du groupe
- Ian MacKaye – Guitare, Chant
- Guy Picciotto – Guitare, Chant
- Joe Lally – Basse
- Brendan Canty –Batterie